# Christian Jebe
Christian Fredrik Jebe (Oslo, 23 de juny de 1876 - Oslo, 24 de març de 1946) va ser un regatista noruec que va competir a començaments del segle xx.
El 1912 va prendre part en els Jocs Olímpics d'Estocolm, on va guanyar la medalla d'or en la categoria de 8 metres del programa de vela. Jebe navegà a bord del Taifun junt a Thomas Aas, Andreas Brecke, Torleiv Corneliussen i Thoralf Glad.